# Sylvia Hanika
Sylvia Hanika (München, 30 november 1959) is een voormalig tennisspeelster uit West-Duitsland. Zij was de eerste van een generatie die het Duitse tennis in de tachtiger jaren op de kaart zette.
Haar beste resultaat in het enkelspel was als verliezend finaliste op Roland Garros in 1981. Zij verloor toen van de Tsjecho-Slowaakse Hana Mandlíková. Een jaar later versloeg zij verrassend Martina Navrátilová in de finale van de WTA Tour Championships. Zij won in totaal zes titels in het enkelspel en was zestienmaal verliezend finaliste. In 1988 nam zij deel aan de Olympische spelen in Seoel – zij bereikte er de derde ronde, die zij verloor van Gabriela Sabatini.
In het dubbelspel won Hanika één titel met landgenote Claudia Kohde-Kilsch – in 1988 wonnen zij in Adelaide van Jana Novotná en Lori McNeil. Zij was daarnaast nog tweemaal verliezend finaliste.

## Posities op deWTA-ranglijst
Positie per einde seizoen:
| jaartal | ranking enkelspel | ranking dubbelspel |
| ------- | ----------------- | ------------------ |
| 1990    | 125               | 162                |
| 1989    | 41                | 194                |
| 1988    | 17                | 130                |
| 1987    | 14                | –                  |
| 1986    | 50                | –                  |
| 1985    | 21                | –                  |
| 1984    | 17                | –                  |
| 1983    | 5                 | –                  |

## Palmares
| Legenda                |
| ---------------------- |
| Grandslamtoernooi      |
| Olympische Spelen      |
| Year-End Championships |
| Tier I                 |
| Tier II                |
| Tier III               |
| Tier IV & V            |

### WTA-finaleplaatsen enkelspel
| nr.              | finale     | toernooi            | ondergrond    | tegenstandster         | score               |
| ---------------- | ---------- | ------------------- | ------------- | ---------------------- | ------------------- |
| gewonnen finales |            |                     |               |                        |                     |
| 1.               | 1979-01-28 | WTA Boise           | hardcourt (i) | Sherry Acker           | 6-3, 6-2            |
| 2.               | 1981-03-01 | WTA Seattle         | tapijt (i)    | Barbara Potter         | 6-2, 6-4            |
| 3.               | 1981-07-26 | WTA Monte Carlo     | gravel        | Hana Mandlíková        | 2-6, 6-3, 5-6, opg. |
| 4.               | 1982-03-28 | WTA Championships   | tapijt (i)    | Martina Navrátilová    | 1-6, 6-3, 6-4       |
| 5.               | 1984-10-28 | WTA Brighton        | tapijt (i)    | JoAnne Russell         | 6-3, 1-6, 6-2       |
| 6.               | 1986-09-21 | WTA Athene          | gravel        | Angelikí Kanellopoúlou | 7-5, 6-1            |
| verloren finales |            |                     |               |                        |                     |
| 1.               | 1978-11-26 | WTA Christchurch    | gras          | Regina Maršíková       | 2-6, 1-6            |
| 2.               | 1979-05-13 | WTA Rome            | gravel        | Tracy Austin           | 4-6, 6-1, 3-6       |
| 3.               | 1979-07-29 | WTA Kitzbühel       | gravel        | Hana Mandlíková        | 6-2, 5-7, 3-6       |
| 4.               | 1980-07-13 | WTA Gstaad          | gravel        | Virginia Ruzici        | 4-6, 3-6            |
| 5.               | 1981-01-25 | WTA Cincinnati      | tapijt (i)    | Martina Navrátilová    | 2-6, 4-6            |
| 6.               | 1981-06-07 | Roland Garros       | gravel        | Hana Mandlíková        | 2-6, 4-6            |
| 7.               | 1981-07-19 | WTA Kitzbühel       | gravel        | Claudia Kohde-Kilsch   | 5-7, 6-7            |
| 8.               | 1982-03-07 | WTA Los Angeles     | tapijt (i)    | Mima Jaušovec          | 2-6, 6-7            |
| 9.               | 1983-01-09 | WTA Washington      | tapijt (i)    | Martina Navrátilová    | 1-6, 1-6            |
| 10.              | 1983-01-16 | WTA Houston         | tapijt (i)    | Martina Navrátilová    | 3-6, 6-7            |
| 11.              | 1983-02-27 | WTA Oakland         | tapijt (i)    | Bettina Bunge          | 3-6, 3-6            |
| 12.              | 1983-03-20 | WTA Boston          | tapijt (i)    | Wendy Turnbull         | 3-6, 6-3, 4-6       |
| 13.              | 1983-10-02 | WTA Hartford        | tapijt (i)    | Kimberly Shaefer       | 4-6, 3-6            |
| 14.              | 1987-02-15 | WTA San Francisco   | tapijt (i)    | Zina Garrison          | 5-7, 6-4, 3-6       |
| 15.              | 1987-08-30 | WTA Mahwah          | hardcourt     | Manuela Maleeva        | 6-1, 4-6, 1-6       |
| 16.              | 1988-03-06 | WTA Wichita         | hardcourt (i) | Manuela Maleeva        | 6-7, 5-7            |
| 17.              | 1988-07-24 | WTA Aix-en-Provence | gravel        | Judith Wiesner         | 1-6, 2-6            |

### WTA-finaleplaatsen vrouwendubbelspel
| nr.              | finale     | toernooi         | ondergrond | partner              | tegenstandsters                      | score         |
| ---------------- | ---------- | ---------------- | ---------- | -------------------- | ------------------------------------ | ------------- |
| gewonnen finales |            |                  |            |                      |                                      |               |
| 1.               | 1988-12-04 | WTA Adelaide     | hardcourt  | Claudia Kohde-Kilsch | Lori McNeil Jana Novotná             | 7-5, 6-7, 6-4 |
| verloren finales |            |                  |            |                      |                                      |               |
| 1.               | 1978-11-26 | WTA Christchurch | gras       | Katja Ebbinghaus     | Lesley Hunt Sharon Walsh             | 1-6, 5-7      |
| 2.               | 1980-01-27 | WTA Chicago      | tapijt (i) | Kathy Jordan         | Billie Jean King Martina Navrátilová | 3-6, 4-6      |

## Resultaten grandslamtoernooien
| Legenda | Legenda                          |
| ------- | -------------------------------- |
| g.t.    | geen toernooi gehouden           |
| l.c.    | lagere categorie                 |
| –       | niet deelgenomen                 |
| G       | uitgeschakeld in de groepsfase   |
| 1R      | uitgeschakeld in de eerste ronde |
| 2R      | uitgeschakeld in de tweede ronde |
| 3R      | uitgeschakeld in de derde ronde  |
| 4R      | uitgeschakeld in de vierde ronde |
| KF      | uitgeschakeld in de kwartfinale  |
| HF      | uitgeschakeld in de halve finale |
| F       | de finale verloren               |
| W       | het toernooi gewonnen            |
| w-v     | winst/verlies-balans             |

### Enkelspel
| Toernooi        | 1978 | 1979 | 1980 | 1981 | 1982 | 1983 | 1984 | 1985 | 1986 | 1987 | 1988 | 1989 | 1990 |
| --------------- | ---- | ---- | ---- | ---- | ---- | ---- | ---- | ---- | ---- | ---- | ---- | ---- | ---- |
| Australian Open | –    | –    | 3R   | –    | –    | KF   | 2R   | –    | g.t. | 4R   | 4R   | 1R   | –    |
| Roland Garros   | 1R   | 1R   | 3R   | F    | 2R   | 3R   | 3R   | 4R   | 1R   | 4R   | 4R   | 4R   | 2R   |
| Wimbledon       | 2R   | 3R   | 2R   | 1R   | 4R   | 3R   | 1R   | 2R   | 1R   | 4R   | 3R   | 1R   | –    |
| US Open         | 1R   | KF   | 3R   | KF   | –    | KF   | KF   | 3R   | 2R   | 4R   | 3R   | 3R   | 2R   |

### Vrouwendubbelspel
| Australian Open | –  | KF | –  | 3R |
| Roland Garros   | –  | –  | 3R | –  |
| Wimbledon       | 1R | –  | 3R | –  |
| US Open         | –  | –  | –  | –  |